# Mascarpone
El mascarpone és un producte làctic originari de la Llombardia que la llei italiana classifica com a formatge tot i que no s'obté directament de llet, sinó que s'elabora a partir de la nata obtinguda per centrifugació de llet de vaca o després de deixar-la en repòs durant un dia a una temperatura d'entre 10 i 12 °C. La nata se sotmet a un procés d'acidificació escalfant-la fins a 90-95 °C i afegint-hi àcid cítric, que pot ser substituït per àcid acètic o àcid tartàric (antigament, en la producció artesanal, s'emprava suc de llimona per a l'acidificació). Mitjançant l'acidificació, les proteïnes s'agreguen en uns grumolls. Cal consumir-lo molt fresc per evitar que es deteriori.
És molt utilitzat per a elaborar el tiramisú, unes postres italianes de fama internacional inventades en la dècada de 1970.